# Aphidura pannonica
Aphidura pannonica är en insektsart. Aphidura pannonica ingår i släktet Aphidura och familjen långrörsbladlöss.

## Underarter
Arten delas in i följande underarter:
- A. p. pannonica
- A. p. cretacea